# Maria Amália de Brandemburgo
Maria Amália de Brandemburgo-Schwedt (Cölln, 16 ou 26 de novembro de 1670 – Castelo de Bertholdsburgo, 17 de novembro de 1739) foi uma princesa de Brandemburgo-Schwedt por nascimento. Foi também princesa hereditária de Meclemburgo-Güstrow pelo seu primeiro casamento com Carlos de Meclemburgo-Güstrow, e, mais tarde, duquesa de Saxe-Zeitz pelo seu segundo casamento com Maurício Guilherme de Saxe-Zeitz.

## Família
Maria Amália era a primeira filha e segunda criança nascida de Frederico Guilherme, Eleitor de Brandemburgo e de sua segunda esposa, Sofia Doroteia de Eslésvico-Holsácia-Sonderburgo-Glucksburgo.
Os seus avós paternos eram Jorge Guilherme, Eleitor de Brandemburgo e Isabel Carlota do Palatinado. Os seus avós maternos eram Filipe, Duque de Eslésvico-Holsácia-Sonderburgo-Glucksburgo e Sofia Edviges de Saxe-Lauemburgo.
Ela era trisneta materna do rei Cristiano III da Dinamarca da Casa de Oldemburgo, e de sua consorte, Doroteia de Saxe-Lauemburgo. 
Ela teve um irmão mais velho, o marquês Filipe Guilherme, marido de Joana Carlota de Anhalt-Dessau, e cinco irmãos mais novos: o marquês Alberto Frederico, marido de Maria Doroteia da Curlândia; o marquês Carlos Filipe, que foi Grão-mestre da Ordem de São João dos Cavalheiros Hospitaleiros; Isabel Sofia, que foi casada três vezes; Doroteia, que morreu quando era bebê, e o marquês Cristiano Luís, tenente-general do exército prussiano.
Por parte do primeiro casamento do pai com a condessa Luísa Henriqueta de Orange-Nassau, ela teve seis meio-irmãos mais velhos. Contudo, apenas três chegaram à idade adulta: Carlos Emílio, príncipe eleitoral de Brandemburgo, que morreu aos 19 anos, o rei Frederico I da Prússia, que foi casado três vezes, e Luís, o primeiro marido da princesa polaca Luísa Carolina Radziwiłł.

## Biografia
Em Potsdam, no dia 10 de agosto de 1687, aos 16 anos, Maria Amália se casou com o príncipe Carlos, de 22 anos, filho de Gustavo Adolfo, Duque de Meclemburgo-Güstrow e de Madalena Sibila de Holsácia-Gottorp, sendo, portanto, irmão de Luísa de Meclemburgo-Güstrow, rainha consorte da Dinamarca e Noruega como esposa de Frederico IV da Dinamarca.
Carlos faleceu de varíola em 15 de março de 1688, com apenas 23 anos de idade. Naquele mesmo dia, Maria Amália deu a luz um filho, que morreu em seguida.

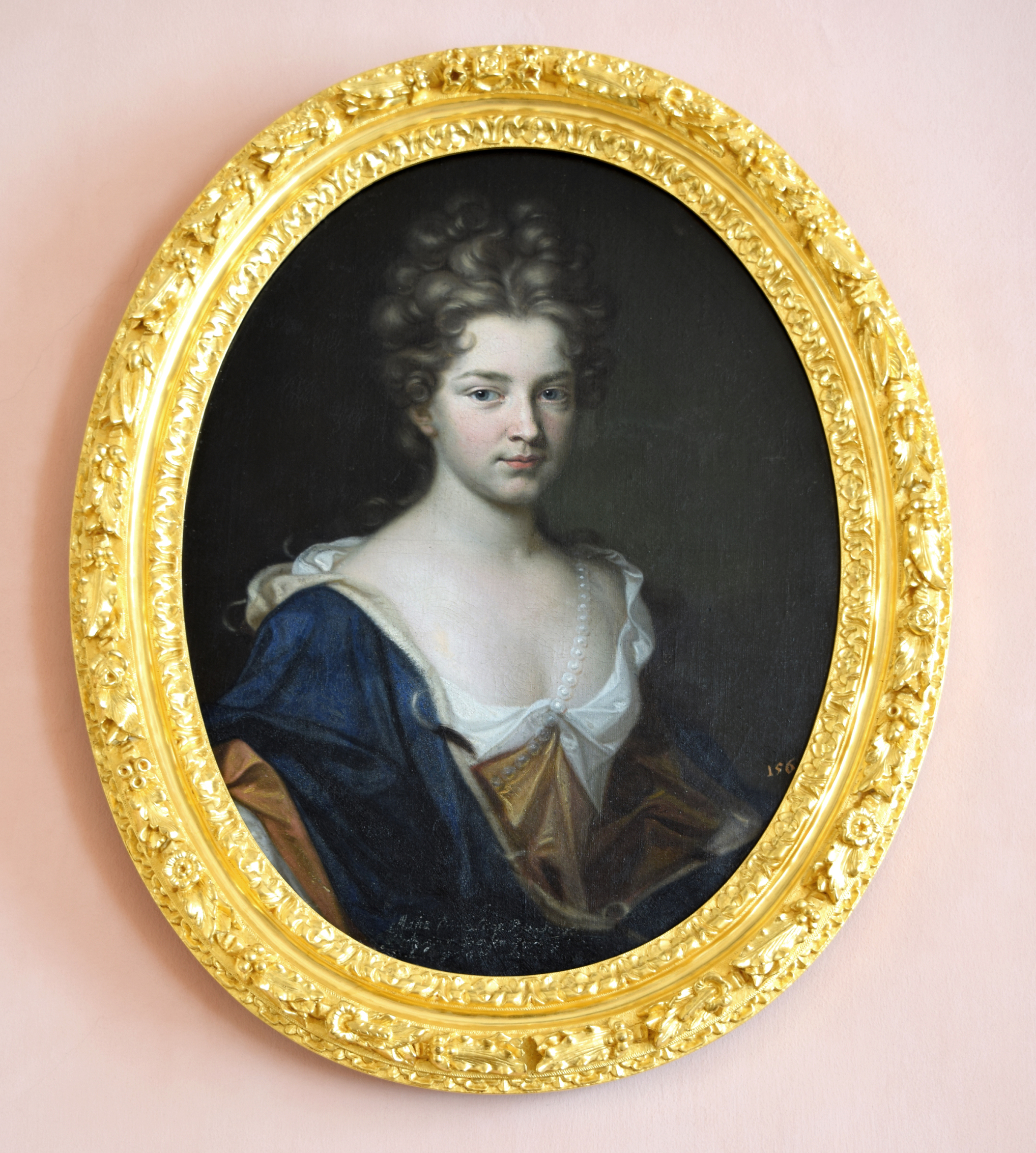
Retrato de 1695 por Gedeon Romandon, parte da coleção do Castelo Caputh.

No ano seguinte, também em Potsdam, no dia 25 de junho de 1689, a jovem se casou com o duque Maurício Guilherme, filho de Maurício, Duque de Saxe-Zeitz e de sua segunda esposa, Doroteia Maria de Saxe-Weimar. Ela tinha 18 anos, e o ele tinha 25. Eles tiveram cinco filhos, três meninas e dois meninos, mas apenas uma filha chegou à idade adulta.
Em 1709, a duquesa visitou a Fonte Guilherme, uma fonte de água termal com propósitos medicinais em Schleusingen. Ela promoveu o desenvolvimento da cidade como um spa.
Maurício Guilherme faleceu em 15 de novembro de 1718. Como parte de seu vidualitium, Maria Amália recebeu o Castelo de Bertholdsburgo, em Schleusingen, que havia sido a sede dos condes de Henneberg-Schleusingen no passado.
A duquesa viúva faleceu no dia 17 de novembro de 1739, e foi enterrada na Igreja de São Martinho, em Kassel, devido ao fato de que a sua filha, Doroteia Guilhermina de Saxe-Zeitz, era casada com Guilherme VIII, Conde de Hesse-Cassel, e esta igreja era o local de enterro da família.

## Descendência
- Frederico Guilherme (26 de março 1690 – 15 de maio de 1690);
- Doroteia Guilhermina de Saxe-Zeitz (20 de março de 1691 - 17 de março de 1743), foi esposa de Guilherme VIII, Conde de Hesse-Cassel, com quem teve três filhos;
- Caroline Amélia (24 de maio de 1693 – 5 de setembro de 1694);
- Sofia Carlota (25 de abril de 1695 – 8 de junho de 1696);
- Frederico Augusto (12 de agosto de 1700 – 17 de fevereiro de 1710).

## Galeria

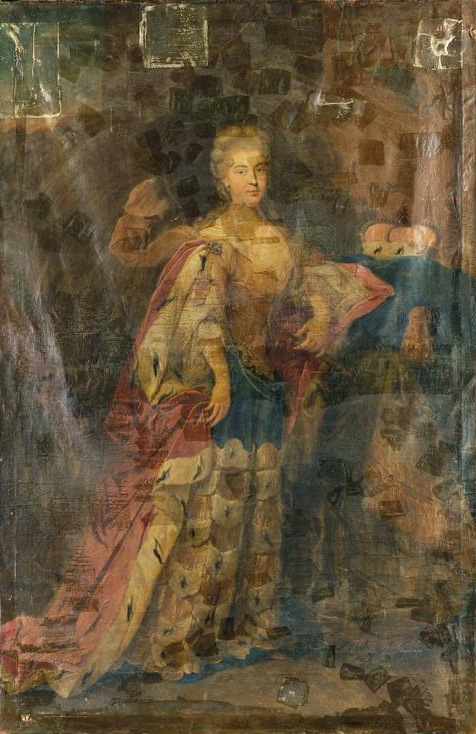
Maria Amália por volta de 1720 pintada por Johann Peter Feuerlein.
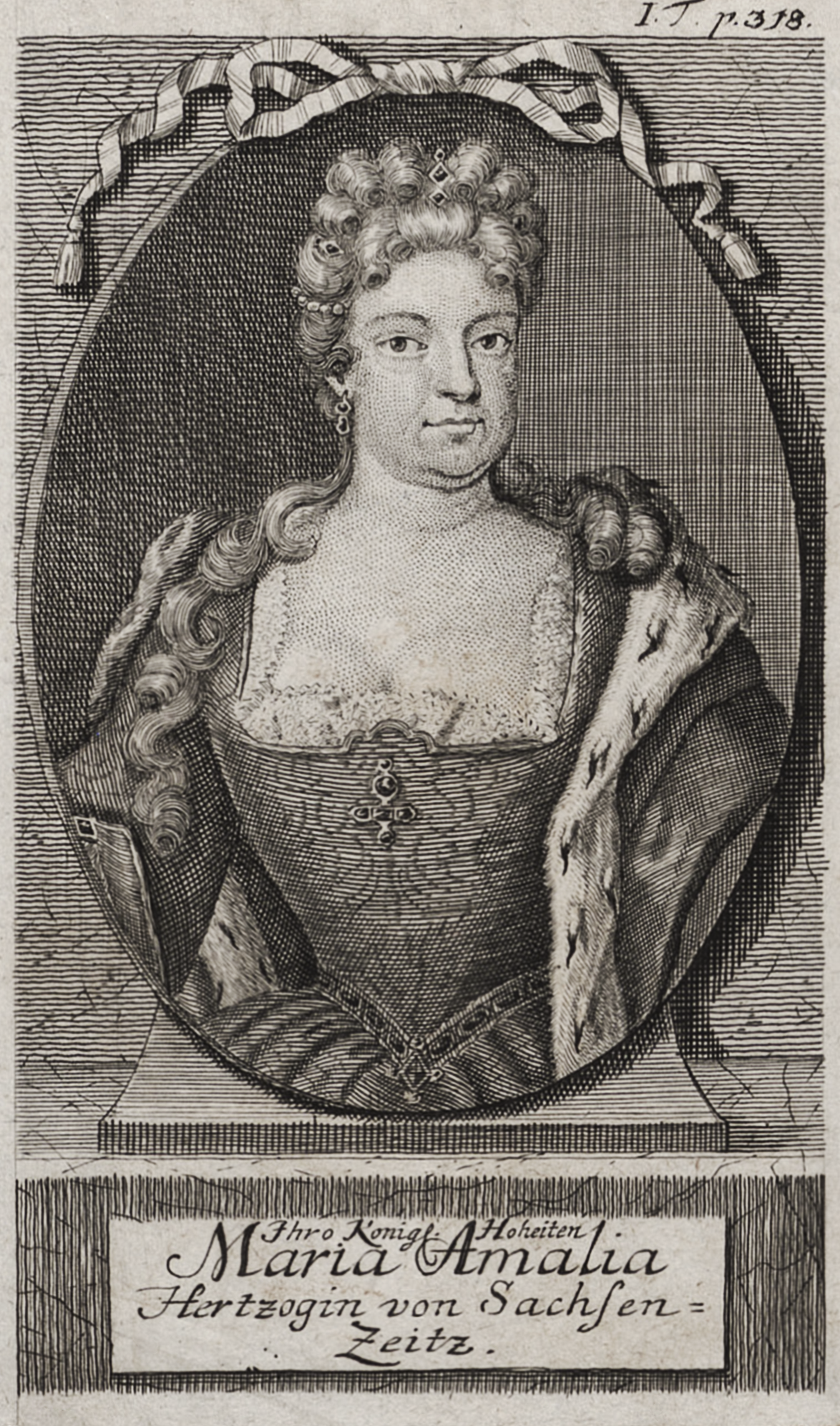
Gravura da duquesa, c. 1700 a 1750, de autor desconhecido.
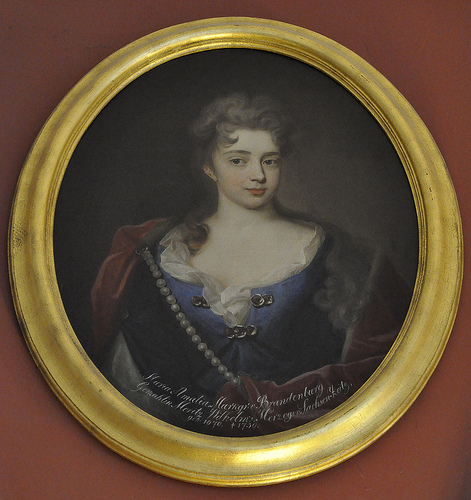
Retrato por autor desconhecido, parte da coleção do Palácio de Charlottenburg, em Berlim.